# Thunder Road
«Thunder Road» — песня американского певца и музыканта Брюса Спрингстина, первый трек его альбома 1975 года Born to Run.
В 2004 году журнал Rolling Stone поместил песню «Thunder Road» в исполнении Брюса Спрингстина на 86 место своего списка «500 величайших песен всех времён».
В списке 2011 года песня также находится на 86 месте.
Кроме того, песня, в частности, вошла (опять же в оригинальном исполнении Брюса Спрингстина) в составленный журналом «Тайм» в 2011 году список All-TIME 100 Songs (список ста лучших песен с момента основания журнала «Тайм»).